# Nargaroth
Nargaroth — немецкая блэк-метал-группа, основанная Rene Wagner, более известным под псевдонимом Kanwulf. Группа является проектом одного музыканта.

## История
По изначальным утверждениям, музыкальный проект Nargaroth был основан Kanwulfом в 1989 году. Первая запись под названием Orke была произведена, по его словам, в 1991 году (эта информация часто подвергается обоснованным сомнениям, по более достоверным данным это демо записано и выпущено в 1998 году, как и следующее Herbstleyd; после обширной критики в свой адрес Kanwulf в 2008 году признал, что имена «Kanwulf» и «Nargaroth» появились только в 1996 году) и содержала 7 инструментальных композиций. Отсутствие вокала на демо объясняется неимением необходимого оборудования для записи оного. Однако это не препятствовало его распространению, в результате которого было продано 150 экземпляров записи. Спустя два года выходит уже второе демо Herbstleyd тиражом немного большим, нежели предыдущая запись — 200 экземпляров. Однако не все экземпляры разошлись, в связи с чем очень проблематично достать оригинал. По словам самого Kanwulfа, несколько экземпляров осталось у него. В 1995 году один из друзей Kanwulf’a кончает жизнь самоубийством, с этого момента проект прекратил функционировать на длительное время.
Возрождение проекта произошло в 1998 году, когда Steffen — сотрудник лейбла No Colours Records — предложил Kanwulf’у перезаписать Herbstleyd и выпустить его одновременно на CD и на виниле. Результатом переговоров стал выпуск указанного релиза в 1999 году лейблом No Colours Records. Некоторые называют этот альбом «классикой блэк-метала», сам же Kanwulf окрестил его «Немецким Мизантропичным металом».В 2000 году выходит сборный материал под названием Amarok, в него вошли ранее старые записи, а также кавер-версия на композицию проекта Burzum Варга Викернеса Black Spell of Destruction. Этот же год ознаменовался выходом демозаписи Fuck Off Nowadays Black Metal на Sombre Records тиражом в 333 аудиокассеты, а также 100 виниловых пластинок. Демо включало в себя материал с демо и альбома Herbstleyd, старые композиции Tod den Feinden и Fuck Off: Last Episode! и новую композицию Black metal ist Krieg. Издание демозаписи имело свои особенности — каждая нечётная аудиокассета содержала дополнительную композицию A Black metal Song Just For Black Metal Maniacs, остальные же содержали лишь отрывок указанной песни.
В 2001 году выходит альбом Black metal ist Krieg в форматах диджипэк-CD и CD. В 2002 году выходит мини-альбом Rasluka Part II, посвящённый памяти покончившего жизнь самоубийством в 1995 году друга Kanwulfa, а также вокалисту AC/DC Бону Скотту. 26 октября 2003 года свет увидел абсолютно новый материал под названием Geliebte des Regens, ещё спустя год наконец вышел мини-альбом Rasluka Part I, который первоначально планировалось издать вместе с Moonblood на Sombre Records.

## Состав

### Действующие участники
- Kanwulf (Rene Wagner) — гитара, бас, вокал
- Marc — гитара (2008-)
- Unk — гитара (2007-)

### Бывшие участники
- Charoon — гитара (1996—2008)
- Darken — бас и гитара на концертных выступлениях (1996—1999, 2004—2007)
- Akhenaten — бас на концертных выступлениях (2002)

Ударные
- Erebor — ударные (2005-)
- L’hiver (1998—1999, 2003)
- Butcher (2001)
- Occulta Mors (2001—2002)
- Asbath (концертные выступления 2001—2005)

## Дискография
- 1991 — Orke (демо)
- 1993 — Herbstleyd (демо)
- 1999 — Herbstleyd
- 2000 — Fuck Off Nowadays Black Metal (демо)
- 2000 — Amarok (сборник)
- 2001 — Black Metal ist Krieg
- 2001 — Black Metal Endsieg II (сплит с Decayed, Apolokia и Godkess North)
- 2002 — Rasluka Pt. II (EP)
- 2003 — Geliebte des Regens
- 2004 — Crushing Some Belgian Scum (Концертный EP)
- 2004 — Rasluka Pt. I (EP)
- 2004 — Prosatanica Shooting Angels
- 2007 — Nargaroth — Sarvari (сплит)
- 2007 — Semper Fidelis
- 2008 — Dead-Ication (DVD)
- 2009 — Jahreszeiten
- 2011 — Spectral Visions of Mental Warfare
- 2011 — Rasluka (сборник)
- 2012 — Black Metal Manda Hijos de Puta (концертный альбом)
- 2017 — Era of Threnody